# Jasenik (Šandrovac)
Jasenik falu Horvátországban Belovár-Bilogora megyében. Közigazgatásilag Šandrovachoz tartozik.

## Fekvése
Belovár központjától légvonalban 16, közúton 23 km-re keletre, községközpontjától 4 km-re északra, a Bilo-hegység völgyében, a megyehatáron fekszik.

## Története
A falu területe a 17. századtól népesült be, amikor a török által elpusztított, kihalt területre folyamatosan telepítették be a keresztény lakosságot. 1774-ben az első katonai felmérés térképén „Dorf Jeszenik” néven találjuk. A település katonai közigazgatás idején a szentgyörgyvári ezredhez tartozott.
Lipszky János 1808-ban Budán kiadott repertóriumában „Jaszenik” néven szerepel. Nagy Lajos 1829-ben kiadott művében „Jaszenik” néven 12 házzal, 78 katolikus vallású lakossal találjuk.
A katonai közigazgatás megszüntetése után Magyar Királyságon belül Horvát–Szlavónország részeként, Belovár-Kőrös vármegye Belovári járásának része volt. 1857-ben 81, 1910-ben 178 lakosa volt. Az 1910-es népszámlálás szerint a falu teljes lakossága horvát anyanyelvű volt. 1918-ban az új Szerb-Horvát-Szlovén Állam, majd később Jugoszlávia része lett. 1941 és 1945 között a németbarát Független Horvát Államhoz, majd a háború után a szocialista Jugoszláviához tartozott. 1991-től a független Horvátország része. 1991-ben lakosságának 99%-a horvát nemzetiségű volt. 2011-ben 55 lakosa volt, akik főként mezőgazdasággal foglalkoztak.

## Lakossága
| Lakosság változása | Lakosság változása | Lakosság változása | Lakosság változása | Lakosság változása | Lakosság változása | Lakosság változása | Lakosság változása | Lakosság változása | Lakosság változása | Lakosság változása | Lakosság változása | Lakosság változása | Lakosság változása | Lakosság változása | Lakosság változása |
| ------------------ | ------------------ | ------------------ | ------------------ | ------------------ | ------------------ | ------------------ | ------------------ | ------------------ | ------------------ | ------------------ | ------------------ | ------------------ | ------------------ | ------------------ | ------------------ |
| 1857               | 1869               | 1880               | 1890               | 1900               | 1910               | 1921               | 1931               | 1948               | 1953               | 1961               | 1971               | 1981               | 1991               | 2001               | 2011               |
| 81                 | 88                 | 101                | 132                | 258                | 178                | 183                | 210                | 214                | 192                | 194                | 180                | 145                | 114                | 91                 | 55                 |

## Nevezetességei
Egyetlen szakrális épülete a falu közepén álló kis kápolna. A šandrovaci plébánia filiája.